# Roccabernarda
Roccabernarda – miejscowość i gmina we Włoszech, w regionie Kalabria, w prowincji Crotone.
Według danych na rok 2004 gminę zamieszkuje 3386 osób, 52,1 os./km².